# Andrea Wolfer
Andrea Wolfer (* 16. Dezember 1987 in Zürich) ist eine ehemalige Schweizer Strassen- und Bahn-Radrennfahrerin.
2005 wurde Andrea Wolfer Schweizer Junioren-Meisterin im Strassenrennen, im Einzelzeitfahren belegte sie Platz zwei. Im selben Jahr wurde sie in Wien Junioren-Weltmeisterin im Punktefahren auf der Bahn. Viermal – 2007, 2008, 2009 und 2012 – wurde sie Schweizer Meisterin im Omnium. In diesen Jahren gewann sie auch zahlreiche, vor allem lokale Schweizer Rennen, so 2009 die Berner Rundfahrt, verlegte aber anschliessend ihren Schwerpunkt auf die Bahn. Bei den UCI-Bahn-Weltmeisterschaften 2010 belegte sie im Scratch den 14. und im Punktefahren den 12. Platz.
2011 belegte Andrea Wolfer bei den Bahn-Europameisterschaften in Apeldoorn den sechsten Rang im Punktefahren. Im Jahr darauf wurde sie zum zweiten Mal Schweizer Meisterin im Omnium. 2012 beendete sie ihre Radsportlaufbahn.
Sie ist die Tochter des ehemaligen Profi-Radrennfahrers Bruno Wolfer.

## Erfolge

### Bahn
2005
- Junioren-Weltmeisterin – Punktefahren

2007
- Schweizer Meisterin – Omnium

2008
- Schweizer Meisterin – Omnium

2009
- Schweizer Meisterin – Omnium

2012
- Schweizer Meisterin – Omnium

### Strasse
2005
- Schweizer Junioren-Meisterin – Strassenfahren

2009
- Tour de Berne